# Datamax UV-1
El Datamax UV-1 fue un ordenador pionero diseñado por un grupo de artistas gráficos por ordenador que trabajan en la Universidad de Illinois en Chicago, conocidos como el Circle Graphics Habitat. Era un grupo creado principalmente por Thomas A. DeFanti, que intentaba construir una máquina capaz de ejecutar su lenguaje de programación GRASS en la forma de un ordenador personal de bajo coste, un proyecto al que se refería como el Z-Box. A medida que pasó el tiempo el proyecto evolucionó hasta convertirse en una máquina destinada a ser utilizada para producir gráficos de alta calidad en color para su salida a cintas de video, y posteriormente como un sistema de titulación (poner rótulos en una imagen de televisión) para su uso en empresas de televisión por cable. Se la puede considerar como la primera workstation gráfica dedicada.
DeFanti ya había trabajado en Hábitat durante un tiempo, cuándo en 1977 se incorporó Jeff Frederiksen, un diseñador de chips que trabaja en la Dave Nutting Asociates. La Nutting había sido contratada por la empresa Midway Games, la división de videojuegos de la empresa Bally, para crear un chip gráfico estandarizado para sus máquinas, que pretendian utilizar en la mayoría de sus futuros juegos arcade, así como en una consola  en la que trabajaban que más tarde se convertiría en la Bally Astrocade.
La Midway no estaba en ese momento interesada en el mercado del ordenador personal, pero la gente de la Nutting consiguieron convencer a su administración para que DeFanti portara su GRASS3 a la plataforma bajo contrato. La idea era construir una caja externa que sería utilizada junto a la consola para convertirla en un "ordenador" real, un sistema conocido como el ZGRASS-100. Algunas personas del Hábitat trabajaron en el proyecto junto al personal de Nutting, añadiendo un teclado, memoria y conectores adicionales. Un chip gráfico separado creaba los textos, que luego se mezclaban con la salida del chip gráfico de la máquina. También se incluiría una nueva versión del GRASS3, conocida como Zgrass. 
En ese momento, otra versión con las mismas partes básicas fue construida como la UV-1. La máquina se montó completa en una sola unidad, incluyendo una pequeña cantidad de hardware adicional necesario como apoyo del modo de alta resolución del chipset de Nutting, que suministraba 320 x 204 puntos de resolución con hasta 8 colores por línea. Este modo requería 16Kb de RAM para presentar la pantalla, por lo que la máquina incluía 32Kb de RAM y 16Kb de ROM con comandos Zgrass adicionales. A este sistema básico el Hábitat le añadió circuitos para la producción de vídeo de alta calidad y una interfaz de disco flexible.
El interés de la Bally en el UV-1 no estaba muy claro. El noviembre de 1980 la revista Byte publicó un artículo escrito por DeFanti y otros, donde parece sugerirse que el ZGRASS-100 estaba ya "muerto", y que la UV-1 estaba planteada para ser utilizada en la producción de vídeo de calidad alta, pero un anuncio de esa época sugiere que Bally pretendía vender el UV-1 como un ordenador personal, compitiendo directamente con el Apple II y máquinas similares. Esto hacía que el ZGRASS-100 fuera necesario, así que la intención de la Bally sobre ofrecer o no ambos sistemas sigue siendo un misterio. De cualquier manera, en 1980 Bally decidió salir de la industria de videojuegos, dejando caer ambos proyectos, la Z-Box junto a la Astrocade.
La versión final del Z-Box, única en ser realmente producida, fue la UV-1R. Esta versión se montaba en Rack (por ello la R) con considerablemente más RAM y 32Kb de ROM qué contenía partes del CP/M necesarias para arrancar la máquina, así que ya no era necesario usar un disquete. Gran parte de la RAM adicional, hasta 256 Kb, estaba dedicada como disco RAM, así que las máquinas podrían ser instaladas para funcionar encedidas durante años, una circunstancia en la que un disco flexible se quemaría muy deprisa realizando la misma función. La RAM adicional no era normalmente visible para el Z80 o el hardware de presentación, pero un nuevo controlador de memoria podría intercambiarla en bloques de forma que un número de pantallas podría ser ubicadas en la caché si la capacidad del disco no era grande.
A pesar de que la Midway ya había abandonado la venta de la Astrocade, posteriormente vendieron los derechos del diseño a una tercera empresa, la Astrovision. En algún momento a mediados de los años 1980 Astrovision decidió liberar la versión original ubicada bajo la caja de la consola, unidad vendida como la ZGRASS-32. Se desconocen las ventas de esta unidad.